# Géza Kalocsay
Géza Kalocsay (30 de maig de 1913 - 26 de setembre de 2008) fou un futbolista txecoslovac. Va formar part de l'equip txecoslovac a la Copa del Món de 1934.